# Muzică corală

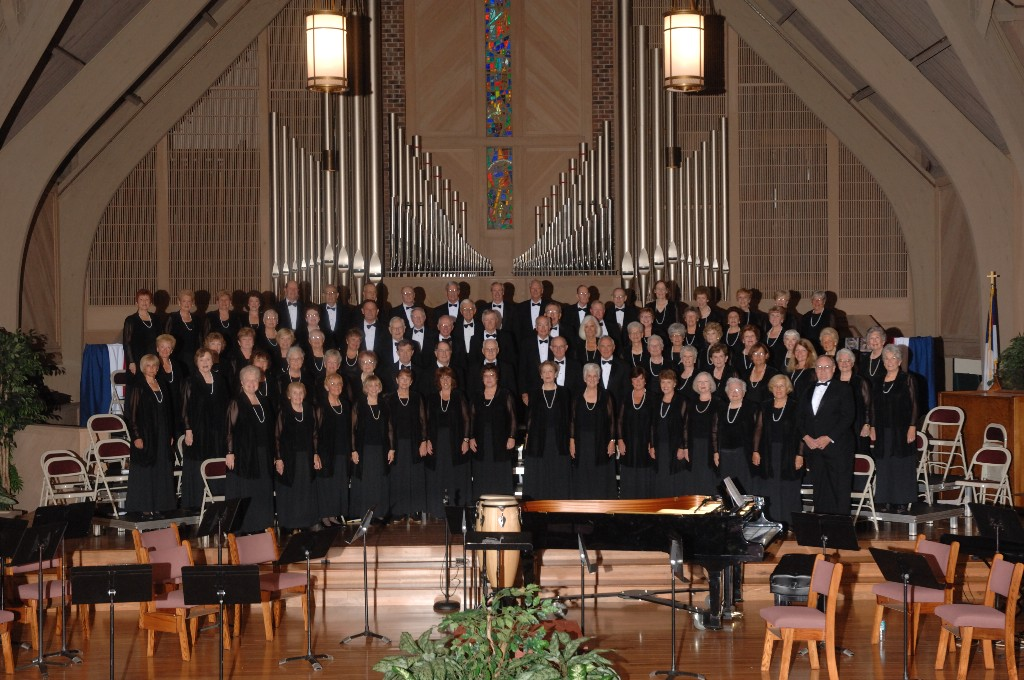
Cor

Muzica corală este o compoziție muzicală destinată să fie cântată de mai multe persoane.
Executarea unei astfel de compoziții, precum și grupul de cântăreți care execută împreună o compoziție muzicală poartă denumirea de cor.

## Categorii
Muzica corală se clasifică în două categorii distincte:
- fără acompaniament instrumental (a cappella);
- cu acompaniament instrumental.

Corul a cappella (o locuțiune în italiană însemnând „ca la capelă”) este o cântare corală fără acompaniament instrumental. Termenul provine de la spațiul rezervat unor altare laterale în interiorul bisericii unde stăteau uneori și cântăreții. Modelul cântării corale a cappella a fost muzica compusă de Giovanni Pierluigi da Palestrina, gândită să fie executată în Capela Sixtină, care nu dispunea de o orgă. Această muzică corespundea nu numai condițiilor acustice ale edificiului ci și principiilor de simplitate polifonică, slujind inteligibilității textului, preconizate de Contrareformă.
Corul cu acompaniament instrumental se împarte și el în două categorii:
- acompaniat de un singur instrument (de regulă orga, în bisericile occidentale);
- acompaniat de o orchestră.

## Coralul
De la cuvântul cor și-a luat numele și un gen muzical interpretat de coruri mixte: Coralul. Acesta este caracterizat prin ritmul nu prea variat în care predomina valorile mari egale (note întregi, doimile, pătrimile, optimile). În Evul Mediu acesta era cântat la unison, dar după Reforma lui Martin Luther acesta s-a răspândit cântându-se pe mai multe voci ajungând să fie preluat și de muzica laică reprezentată de marii compozitori: Johann Sebastian Bach, Johannes Brahms, Felix Mendelssohn-Bartholdy, Antonín Dvořák, Dmitri Șostakovici și alții.

## Efectele medicale ale muzicii corale
Muzica corală produce efecte asupra secreției imunoglobulinei, cortizolului și a stării emoționale a membrilor amatori dintr-un cor. Cântatul în cor determină mărirea afectului pozitiv și a secreției de imunoglobulină, în timp ce afectul negativ este redus. Ascultarea activă a muzicii corale determină mărirea afectului negativ și scade nivelul de cortizol. Atunci când se cântă într-un cor, sunt influențate pozitiv afectul emoțional, cât și imunitatea.